# Limonka
Limonka (rusky Лимонка) jsou ruské opoziční noviny. Náklad mají zhruba 10 tisíc výtisků. Jejich první výtisk vyšel 28. listopadu 1994. Jejich redaktorem je Eduard Limonov a mezi přispěvateli se objevovala jména jako Zachar Prilepin, Vladimir Linderman a Alexandr Dugin.